# Blukon
Blukon is een bestuurslaag in het regentschap Lumajang van de provincie Oost-Java, Indonesië. Blukon telt 2078 inwoners (volkstelling 2010).